# Аршань-Зельмень (река)
Аршань-Зельмень — река в Сарпинском районе Калмыкии. Река берёт начало в Ергенях в прудах в балке Оброчная. В верховья протекает по балке Селян. Течёт преимущественно с запада на восток. До перенаправления стока в озеро Большая Ханата, впадала в озеро Малая Ханата (северная часть озера Сарпа (Цаган-Нур)). Длина реки составляет 59 км
В верховьях реки создано водохранилище Аршань-Зельмень.

## Название
Название реки сложносоставное и имеет калмыцкое происхождение. Первая часть (калм. Аршан) переводится как целебный минеральный источник; целебная минеральная вода; святая живая вода. Вторая часть (калм. Зелм) переводится как «напиток (для утоления жажды)».

## Физико-географическая характеристика

### Бассейн
Площадь водосборного бассейна — 122 км². Бассейн реки асимметричен. Основные притоки:
- б. Хоменкова (левый)[6]
- б. Бор-Сала (правый)[7]
- б. Русская Аршань (левый)[7]

### Климат и гидрология
Как и у других рек бессточной области Западно-Каспийского бассейна, основная роль в формировании стока реки Аршань-Зельмень принадлежит осадкам, выпадающим в холодную часть года. Вследствие значительно испарения в весенне-летний период роль дождевого питания невелика.
Количество атмосферных осадков, выпадающих в бассейне реки Аршань-Зельмень, невелико и незначительно сокращается в направлении с запада на восток. Если в районе посёлка Годжур, расположенного в верховьях реки Аршань-Зельмень, среднегодовое количество атмосферных осадков составляет 338 мм, то в посёлке Аршань-Зельмень, расположенном в среднем течении реки, среднегодовое количество атмосферных осадков уменьшается до 333 мм. Согласно классификация климатов Кёппена бассейн реки расположен в пределах зоны влажного континентального климата с жарким летом и умеренно холодной зимой (индекс Dfa).
Среднемноголетний расход воды реки Аршань-Зельмень составляет всего 0,09 м³/с. Максимальный сток приходится на краткий период весеннего половодья. Многолетний объём годового стока — 2,69 млн м³.